# Ophioglossum sandieae
Ophioglossum sandieae là một loài dương xỉ trong họ Ophioglossaceae. Loài này được J.E. Burrows mô tả khoa học đầu tiên năm 2011.
Danh pháp khoa học của loài này chưa được làm sáng tỏ. 